# Недоречний артефакт

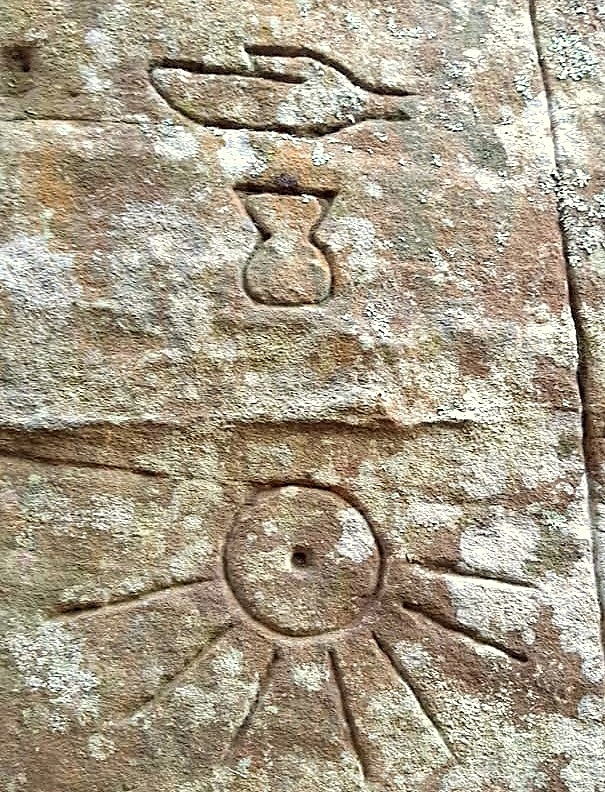
Фальшивий давньоєгипетський напис, залишений на скелі в Австралії

Недоре́чний артефа́кт (англ. out-of-place artifact) — об'єкт, що являє історичний, археологічний або палеонтологічний інтерес і знайдений в незвичайному або неймовірному, на перший погляд, місці. Недоречні артефакти використовуються маргінальними дослідниками та прихильниками псевдонауки з метою спростування наукової точки зору на історію людства та життя на Землі. Як правило, такі об'єкти знаходять пояснення в межах наукового методу, виявляючись підробками, природними утвореннями чи недостатньо вивченими артефактами, що вписуються в наявні наукові концепції.

## Характеристики
«Недоречними» є артефакти, що: мають неочікуваний вік; знайдені в нетиповому місці; мають невідоме чи оскаржуване призначення; аномальний розмір або масштаб; неможливий для певної епохи хімічний склад; неспівмірну з подібними знахідками витонченість; або яким приписуються неможливі асоціації.
Більшість «недоречних артефактів» є підробками чи проявами парейдолії — хибного сприйняття одних об'єктів за інші. Нерідко знахідки ідентифікуються як «недоречні» людьми, котрим просто бракує знань. Іноді підробки створюються людьми, що бажають обґрунтувати певну ідею, ввівши інших людей в оману. Але часто це робиться просто задля продажу «недоречних артефактів» або задля слави. Опису артефактів як «недоречних» сприяє шовінізм, згідно з яким певні культури «не могли» створити ті чи інші високоякісні вироби. Тому їхнє створення помилково приписується іншим культурам або більш розвиненим інопланетянам.
Разом із тим деякі незвичайні знахідки, що на перший погляд не вписуються в наявні теорії, можуть розширити знання про минуле. Наприклад, скандинавська монета XI століття, знайдена в середині мушлі в штаті Мен, США, що належала місцевим жителям, опинилася там через торгівлю з поселенням вікінгів у Ньюфаундленді.

## Відомі «недоречні артефакти»

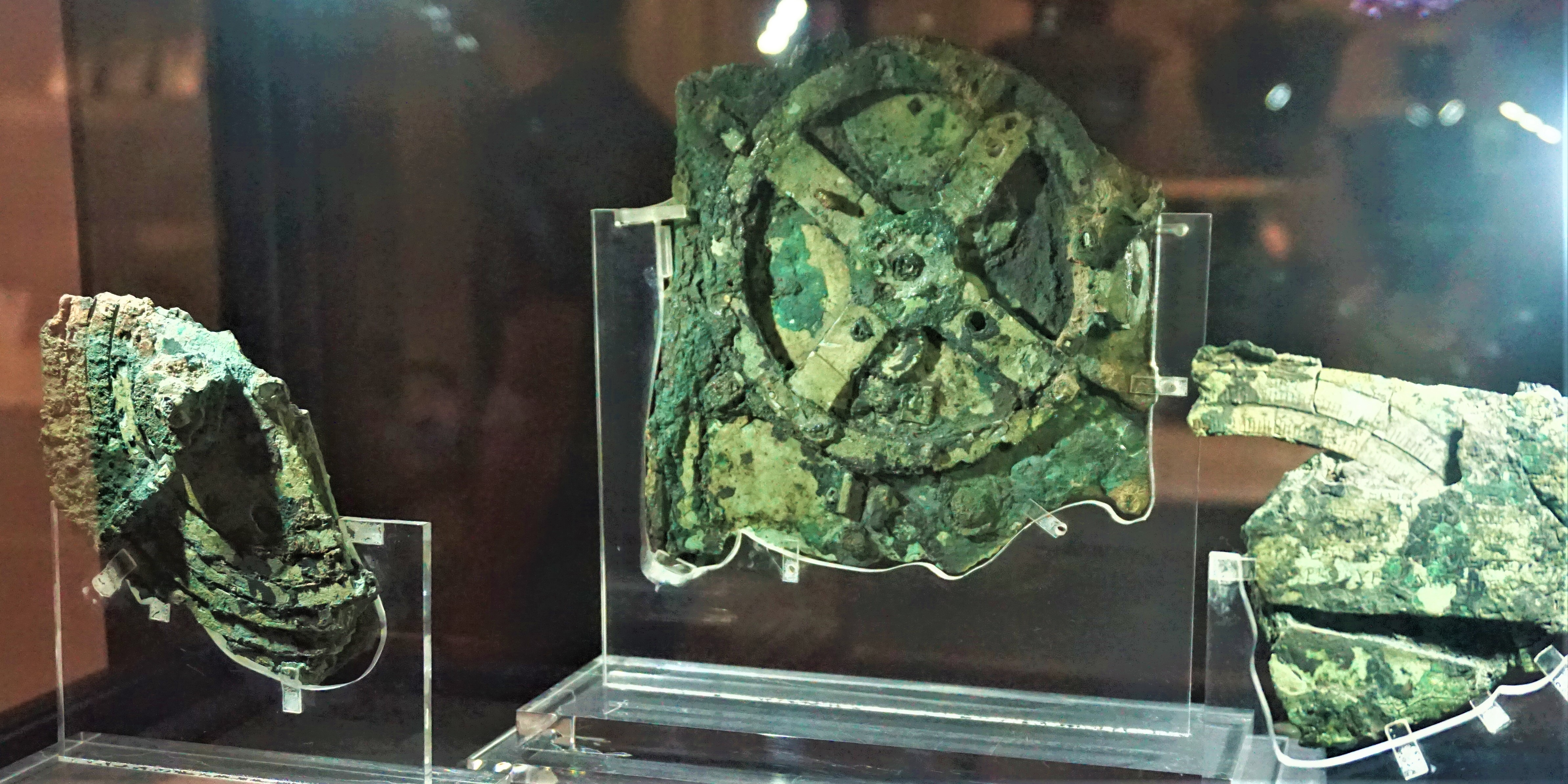
Частини Антикітерського механізму

### Реальні незвичайні артефакти

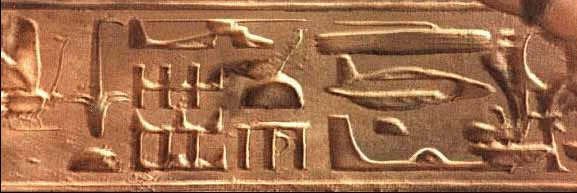
Єгипетські ієрогліфи, що нібито зображають техніку, яка з'явилася тільки в XX ст.

- Антикітерський механізм — пристрій із зубчатими коліщатами, що був побудований греками близько 150 року до н. е. і міг розрахувати астрономічні події з великою точністю[5]. Його віднесення до «недоречних артефактів» зумовлене більше популізмом, оскільки механізм знаний з античних записів і відповідає відомому рівню технічного розвитку свого часу[6].
- Ланьчжоуський камінь — камінь, всередині якого вставлений металевий стрижень з різьбленням. Виявлений 2002 року китайським колекціонером із Ланьчжоу на ім'я Жилін Ван поблизу гірського регіону Марзонг на кордоні провінцій Ганьсу та Сіцзян у Китаї.
- Багдадська батарейка — глиняні глеки з асфальтовими пробками та залізними прутами, виготовлені приблизно 2000 років тому, знайдені німецьким археологом Вільгельмом Конігом у 1938 році недалеко від Багдада, Ірак. Експериментально доведено, що ці вироби здатні генерувати електричний струм напругою в 1 вольт[5] за умови наповнення виноградним соком. Можливе призначення могло полягати в гальванізації металів, але виробів тієї епохи, створених таким чином, не знайдено. Інше пояснення — це створення такими батарейками електричного розряду з релігійними цілями аби справляти враження на вірян електричним ударом чи іскрами. Скептична версія пропонує, що в глеках зберігалися сувої, а вироблення ними струму — це випадковий побічний ефект[7].
- Голова з Каліцтлаваки — теракотова ритуальна голова, знайдена в городищі Каліцтлавака (Мексика) та датована 1476—1510 роками. Особлива тим, що нагадує давньоримську скульптуру. Не виключається, що вона пов'язана з давніми римлянами чи скандинавами[8][9].
- Диск Сабу — в 1936 році єгиптолог Волтер Браян Емері під час розкопок мастаби Сабу, датованої приблизно 3100–3000 рр. до н. е. у Саккарі, виявив трилопатевий диск невідомого призначення, зроблений з метаалевриту. Його незвичайний вигляд нагадує колесо чи пропелер, хоча це міг бути і світильник[10].
- Меч вікінга Ульфберта — датований 800—1000 роками н. е., має вміст вуглецю втричі вищий, ніж в інших мечах того часу. Через це лунали твердження, нібито його можна було виготовити тільки в часи промислової революції. Проте сучасний коваль Річард Фуррер з Вісконсина викував аналогічний меч, користуючись тільки середньовічними технологіями[5].Таємничий камінь озера Вінніпесокі

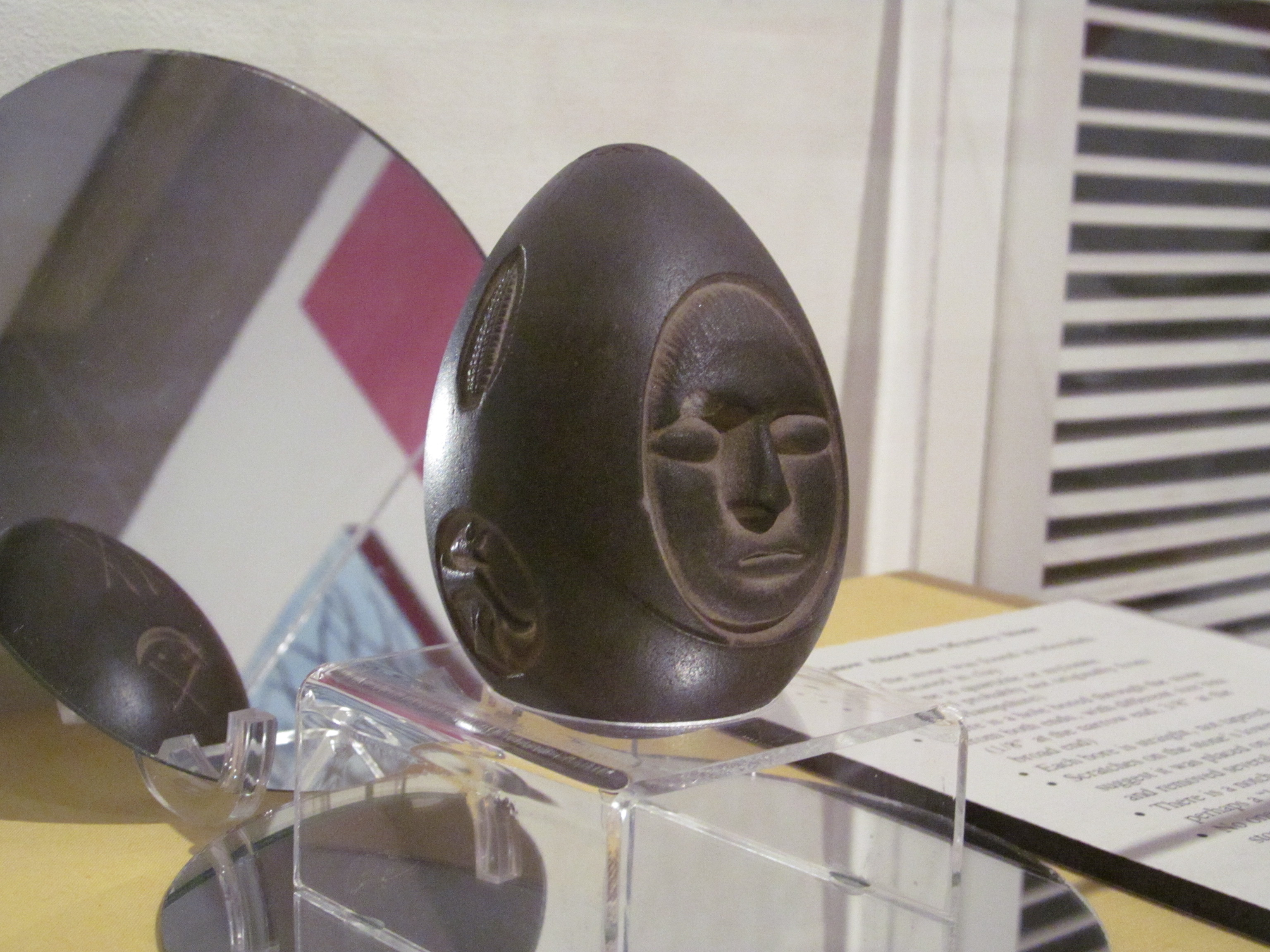
Таємничий камінь озера Вінніпесокі

- Монети з острова Марчинбар — 5 монет із султанату Кілва на східному узбережжі Африки, що були знайдені на острові Марчинбар на північ від Австралії в 1945 році разом із 4 монетами з Нідерландів XVIII століття. Датуються X—XIV ст., що ускладнює пояснення як вони туди потрапили. Подібна монета була знайдена в 2018 році на острові Елчо, ближче до континенту[11].

- Стародавній китайський сейсмоскоп — у 132 році до н. е. Чжан Хен створив перший відомий сейсмоскоп, який вказував на землетруси, що відбуваються за сотні кілометрів[5]. Цей пристрій викидав металеву кулю в напрямку, де стався землетрус. Реконструкції підтверджують його роботу[12].
- Тамільський дзвін — це розбитий бронзовий дзвін із написом тамільською мовою, знайдений у Новій Зеландії в 1870 році. До того, як його виявив місіонер, місцеві маорі використовували його як каструлю для приготування їжі. Можливо, він був придбаний португальськими моряками в XV—XVI ст. та викинутий біля Нової Зеландії[13].
- Таємничий камінь озера Вінніпесокі — камінь з кількома зображеннями, знайдений у 1872 році в місті Мередіт, штат Нью-Гемпшир, робітниками, які копали яму для паркану. Походження та призначення невідомі. Може бути символом угоди між племенами[14] або ж підробкою[15].
- Туринська плащаниця — стародавнє полотно, на якому міститься зображення, схоже на негатив фотографії. Широко вважається, що воно зображає Ісуса Христа, і саме в цю плащаницю Христа було загорнено після смерті. Виявлена фотографом Секондо Піа в 1898 році, але згадується в історичних документах ще 1357 року. Час її створення припадає на період між 1260 і 1390 роками[16].

### Реальні помилково ідентифіковані артефакти

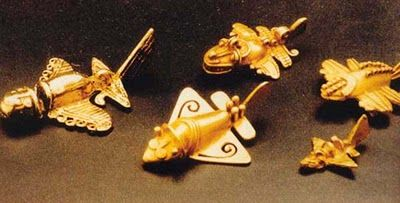
«Літаки» культури кімбая

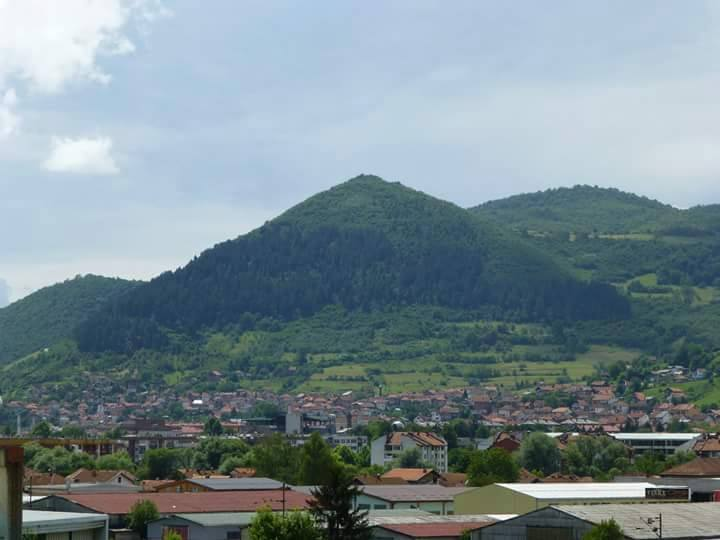
Гора Височиця нагадує піраміду, але є природним об'єктом

- Абідоські ієрогліфи — ієрогліфи, виявлені в храмі Осіріса стародавнього єгипетського міста Абідос, схожі на вертоліт, підводний човен, дирижабль і планер. Це відомий приклад парейдолії, а зображення насправді є кількома ієрогліфами, вирізьбленими один поверх іншого[17].
- Залізна колона в Делі — колона була зведена в IX ст. до н. е., виготовлена з майже чистого заліза та слабко піддається корозії. Це пояснюється шаром гідрофосфату заліза, що утворився на поверхні колони[18].
- Кам'яні кулі Коста-Рики — кам'яні кулі, створені в доколумбові часи на території Коста-Рики. Попри поширені описи, не є ідеально сферичними. В легендах їм приписується наявність прихованих зображень або що всередині сховане золото. Можливі пояснення призначення: символи зірок або ознаки статусу власників[19].
- Карта Пірі-реїса — карта, створена турецьким адміралом і картографом Пірі-реїсом у 1513 році, як іноді вважається, зображує Антарктиду такою, якою вона була в дуже віддаленому минулому. Таку думку висловив Лоренцо В. Берроуз, капітан картографічної секції ВПС США, в листі доктору Чарльзу Гепгуду в 1961 році[5]. Насправді те, що можна сприйняти за Антарктиду — це помилково вигнуте на схід узбережжя Південної Америки, в чому можна переконатися, порівнявши малюнок з реальною географією[20].
- Лампа Дендери — на барельєфі під храмом Хатхор у Дендері, Єгипет, зображені постаті, що стоять навколо великого довгастого предмета, схожого на електричну лампочку[5]. Насправді, як слідує з супровідного тексту й подібних зображень, барельєф зображає змію, що народжується з квітки лотоса[21].
- «Літаки» культури кімбаяЛітаки кімбая — золоті вироби доколумбової культури кімбая нагадують літаки, проте найвірогідніше це стилізовані зображення[22] летючих риб[23].
- Лондонський молоток — у Лондоні, штат Техас, у 1934 році був знайдений молоток, укладений у вапняк, чий вік оцінюється в 100 млн років. Подібно поблизу Екс-ан-Провансу, Франція, у XVIII столітті натрапили на інструменти, застряглі в шарі вапняку. Раціональним поясненням є те, що вапняк може утворюватися значно швидше. Подібна знахідка — свічка запалювання від автомобіля, знайдена в 1961 році в Оланчі, штат Каліфорнія, в товщі гірської породи. Насправді «порода» була бетоном[1].
- Птах з Саккари — дерев'яна фігурка, виявлена в 1898 році при розкопках одного з могильників Саккари. Зображає птаха з незвичайним хвостом, поверненим вертикально, тому єгиптолог-любитель Халіль Мессіха в 1972 році заявив, що це модель планера. Раціональне пояснення полягає в тому, що це флюгер. Планер, виготовлений за зразком фігурки, нестійкий у польоті[24].
- Саркофаг Пакаля — кришка саркофага правителя майя Пакаля містить барельєф, який Еріх фон Денікен у 1968 році описав як космічну ракету в розрізі[25]. Насправді зображає стилізоване світове дерево[26].
- Сиватерій Кіша — прикраса бойової колісниці, знайдена в шумерських руїнах Кіша в 1928 році. Статуетка, датована 2800—2750 рр. до н. е. зображує чотирилапого ссавця з короткими розгалуженими рогами, схожого на вимерлого сиватерія[27]. В 1977 році були знайдені відламані частини рогів[28], і після реставрації в 1985 році однозначно встановлено, що це зображення каспійського благородного оленя[29].
- Фігурки доґу — японські фігурки доґу, що створювалися впродовж 10 тис. — 400 років до н. е., яким часто приписується зображення астронавтів у скафандрах[30]. Насправді це культові фігурки, що зображають жінок зі збільшеними сідницями, стегнами та грудьми. До того ж існують доґу, що зображають тварин і призначалися магічно забезпечити хороше полювання[31].

### Природні об'єкти, сприйняті за штучні

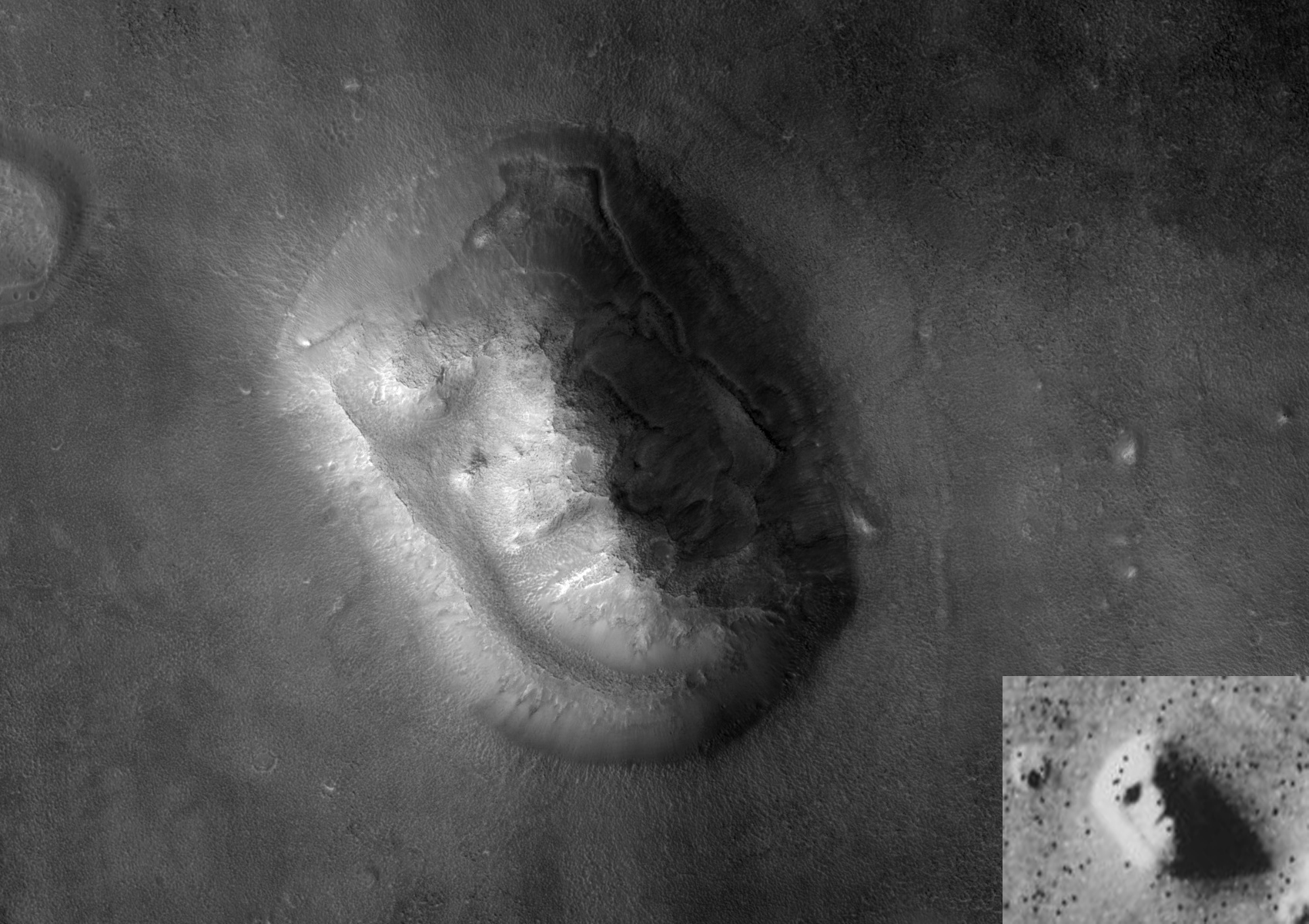
«Обличчя» на Марсі на якісному фото та (знизу праворуч) на ранньому знімку

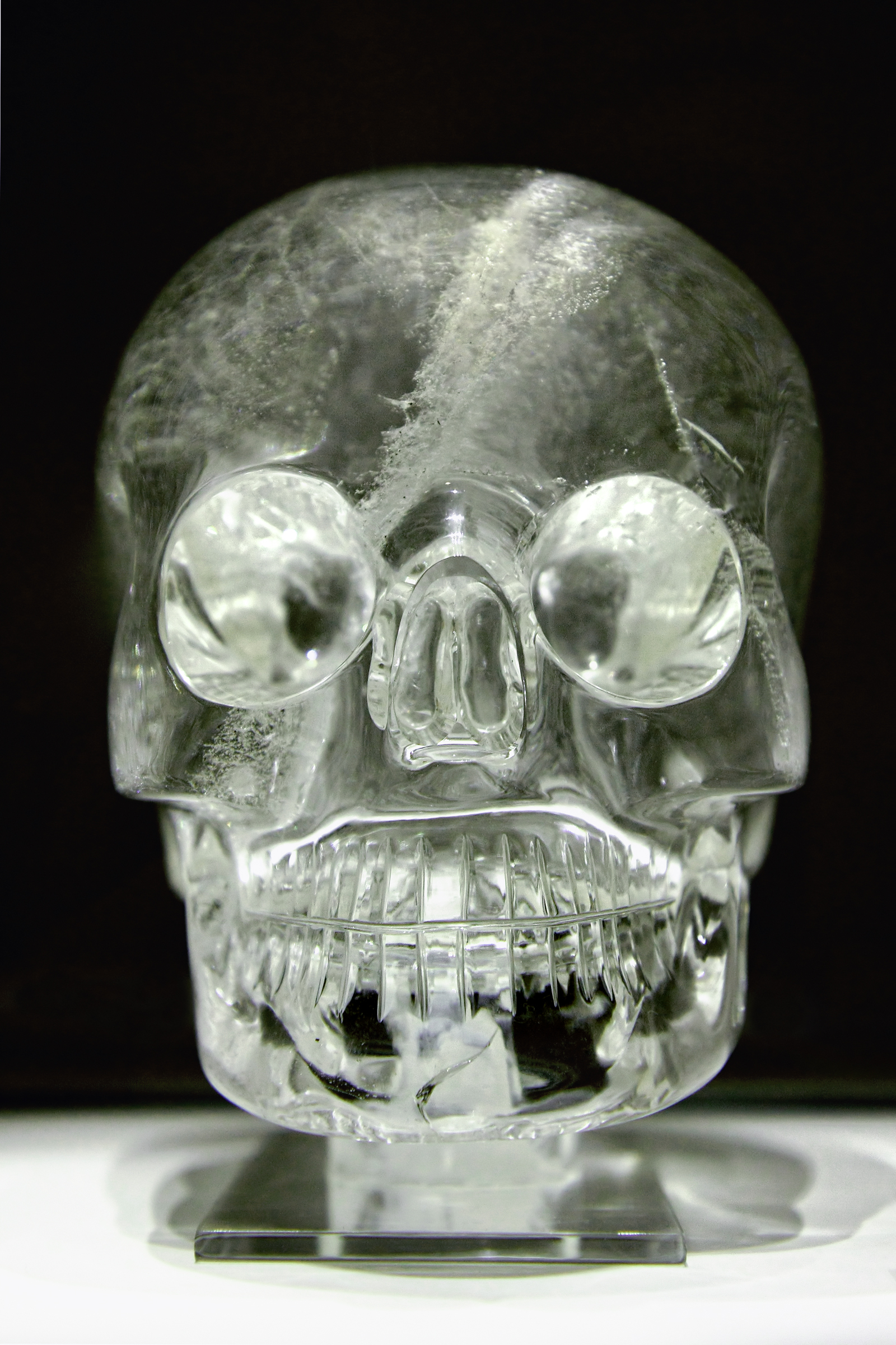
Кришталевий череп

- Байгунські труби — печери біля гори Байгун у Китаї містять залізні «труби», що ведуть до сусіднього озера, їхній вік оцінюється в щонайменше 150 тис. років[5]. Раціональне пояснення їхнього походження — металізація стовбурів стародавніх дерев[32].
- Боснійські піраміди — гори та пагорби поблизу боснійського міста Високо на північний захід від Сараєво. Ідея про те, що гора Височиця приховує під собою давню рукотворну споруду, належить боснійському псевдоархеологу, письменнику і ковалю-любителю Семіру Османагичу та вперше широко оприлюднена в 2006 році. Згодом він назвав «пірамідами» й навколишні пагорби[33][34].
- Велика техаська стіна — в 1852 році в штаті Техас, США, фермери, копаючи колодязь, виявили утворення, схоже на стародавню кам'яну стіну. Її вік приблизно від 200 тис. до 400 тис. років. Утім, імовірно, що це насправді природне утворення[5].
- Дорога Біміні — біля узбережжя Багамських островів у 1968 році було знайдено скельну формацію з товстих кам'яних блоків, яка нагадує рукотворну. Подібне утворення — «Дорога Рами» між Індією та Шрі-Ланкою. В обох випадках встановити вік можливої побудови неможливо, а можна судити тільки про час утворення самих каменів[1].
- «Обличчя» на Марсі на якісному фото та (знизу праворуч) на ранньому знімкуМейсеровий слід — у 1968 році геолог-аматор Вільям Мейсер у штаті Юта знайшов утворення, схоже на слід взутої людської ноги, проте датоване кембрійським періодом. Виявилося природним геологічним об'єктом[35], утвореним унаслідок розколювання породи[36].
- Монумент Йонагуні — підводне скельне утворення, виявлене в 1986 році поблизу японського острова Йонагуні, що нагадує споруду з кам'яних блоків[37].
- Обличчя на Марсі — пагорб у регіоні Кідонія на планеті Марс, що на перших його фотографіях 1976 року нагадував людське обличчя. Згодом ЗМІ поширили чутки, що навколишні скелі є «пірамідами». При детальнішому розгляді подібність із рукотворними об'єктами втрачається[38][39].
- Природний атомний реактор «Окло» — в 1972 році французький завод імпортував уранову руду з Окло, що в африканській Габонській Республіці. Незвичайний склад руди дав підстави стверджувати, що в тому місці 1,8 млрд років тому впродовж приблизно 500 тис. років діяв єдиний відомий природний атомний реактор. Доктор Гленн Т. Сіборг, колишній голова Комісії з атомної енергії Сполучених Штатів і лауреат Нобелівської премії за роботу в області синтезу важких елементів, припускав, що природні умови недостатні для підтримання реакції поділу урану[5].
- Сфери Клерксдорпа — мінеральні сфери з тонкими борозенками, знайдені в шахтах у Південній Африці в 1980-і роки. Попри їхній незвичайний вигляд, це природні конкреції[5][40].

### Підробки
- Вавилонокія — глиняна табличка у формі мобільного телефона виробництва Nokia, створена як витвір мистецтва в 2012 році. Історія про неї була популяризована у відео на YouTube-каналі «Paranormal Crucible» і призвела до того, що деякі видання повідомили про об'єкт як «недоречний артефакт»[41].
- Гліфи Госфорда — вирізьблені на скелі в Австралії єгипетські ієрогліфи, які виявив у 1975 році геодезист Алан Деш. Хаотичність їхнього розміщення та грубість виконання свідчать, що це підробки. Імовірно створені в 1920-і австралійськими солдатами, що повернулися з Європи[42][43].
- Калевараський череп — людський череп, знайдений у 1866 році шахтарями в окрузі Калаверас, Каліфорнія, що нібито засвідчував як люди, мастодонти та слони співіснували в доісторичній Каліфорнії. Пізніше виявилося, що це був обман, аналогічний пілтдаунській людині[44].
- Камені Іки — колекція каменів, зібрана в провінції Іка в Перу, на яких зображені сцени життя стародавніх людей поряд із динозаврами. На те, що це підробки, вказує характер зображення динозаврів, який відповідає застарілим уявленням про них у середині XX ст.[45] Разом з тим не виключено, що підробки наслідували стиль реальних артефактів[46].
- Камінь Лос-Лунас — камінь з давньоєврейським текстом Десяти заповідей, знайдений недалеко від американського містечка Лос-Лунас у 1880-і. Про фальшивість напису свідчать грубі помилки в словах і відсутність будь-яких свідчень існування єврейських поселень у Америці того часу, коли така мова була в ужитку[47].
- Кардіфський велетень — скульптура, що видавалася за скам'янілу людину, нібито знайдену в 1869 році в Кардіфі, штат Нью-Йорк. Гігант був творінням нью-йоркця Джорджа Галла, що хотів довести як легко ввести людей в оману[48][49].
- Кенсингтонський рунічний камінь — пісковикова плита з вирізьбленими скандинавськими рунами, нібито знайдена у 1898 році в Кенсингтоні, штат Міннесота, місцевим жителем. На ній міститься дата — 1362 рік. Однак особливості письма не відповідають тогочасним, а малий ступінь ерозії каменя вказує, що написи створено набагато пізніше[50].
- Кришталеві черепи — серія черепів, виготовлених із кварцу, що приписувалася власниками доколумбовим цивілізаціям. Стали відомі впродовж XIX ст., коли й були створені, на що вказують сліди від тогочасних інструментів. Зокрема їх продавав французький торговець Ежен Бобан[51][52].
- Пілтдаунська людина — кістки, виявлені у 1912 році в кар'єрі Пілтдауна, Східний Сассекс, Англія, представлені, як скам'янілі рештки «відсутньої ланки» в еволюції між мавпами та людиною. Найвідоміша та найуспішніша фальсифікації в історії археології. Рештки були зроблені поєднанням кісток орангутанга та людини. Конкретні виконавці підробки достеменно не встановлені, але керівництво створенням фальшивих решток приписується Чарльзу Довсону, юристу та археологу-аматору, що зробив це аби прославитися[53].
- Священні камені Ньюарка — набір кам'яних виробів із єврейськими написами, нібито виявлений Девідом Віріком у 1860 році в скупченні давньоіндіанських курганів поблизу Ньюарка, штат Огайо. Попри заяви, що вони датуються доколумбовими часами, науковою спільнотою визнані за підробки, створені незадовго до громадянської війни в США задля підтримки ідей демократів[54].
- Тусконські артефакти — серія свинцевих хрестів із написами, які Чарльз Е. Маньє та його сім'я знайшли в 1924 році поблизу Пікчер-Рокс, штат Аризона. На них є римські цифри від 790 до 900, що могло б вказувати на дати створення. Грубість виконання, відсутність пов'язаних артефактів того часу й обставини знаходження вказують, що це підробка[55].
- Фігурки Акамбаро — колекція з понад 33 тисяч мініатюрних глиняних статуеток, що зображають людей і вимерлих тварин, зокрема, динозаврів. Зібрана археологом-аматором Вальдемаром Юльсрудом, який стверджував, що знайшов їхні перші зразки в 1945 році під час розкопок поблизу Акамбаро в Мексиці[56]. У ході наукових досліджень встановлено, що їх створили щонайраніше в 1930-і роки місцеві жителі[57][58][59].
- Японська палеолітична містифікація — японський археолог-аматор Шінічі Фуджімура в 1970-1980-і знайшов численні артефакти доби японського палеоліту. Проте внаслідок викриття зізнався, що деякі з його знахідок були підробками, а інші були тими самими артефактами, які він «знаходив» по кілька разів, зумисне закопуючи в місцях майбутніх розкопок. Завдяки підробленим знахідкам Фуджімура здобув широке визнання та славу[60][61].

## Галерея

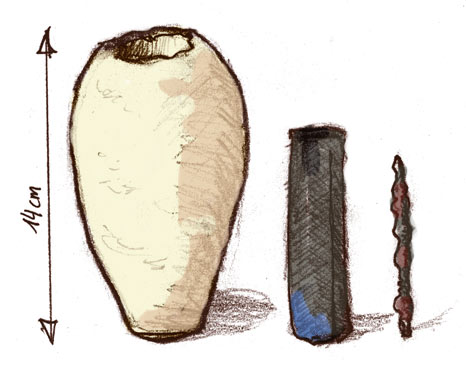
Багдадська батарейка
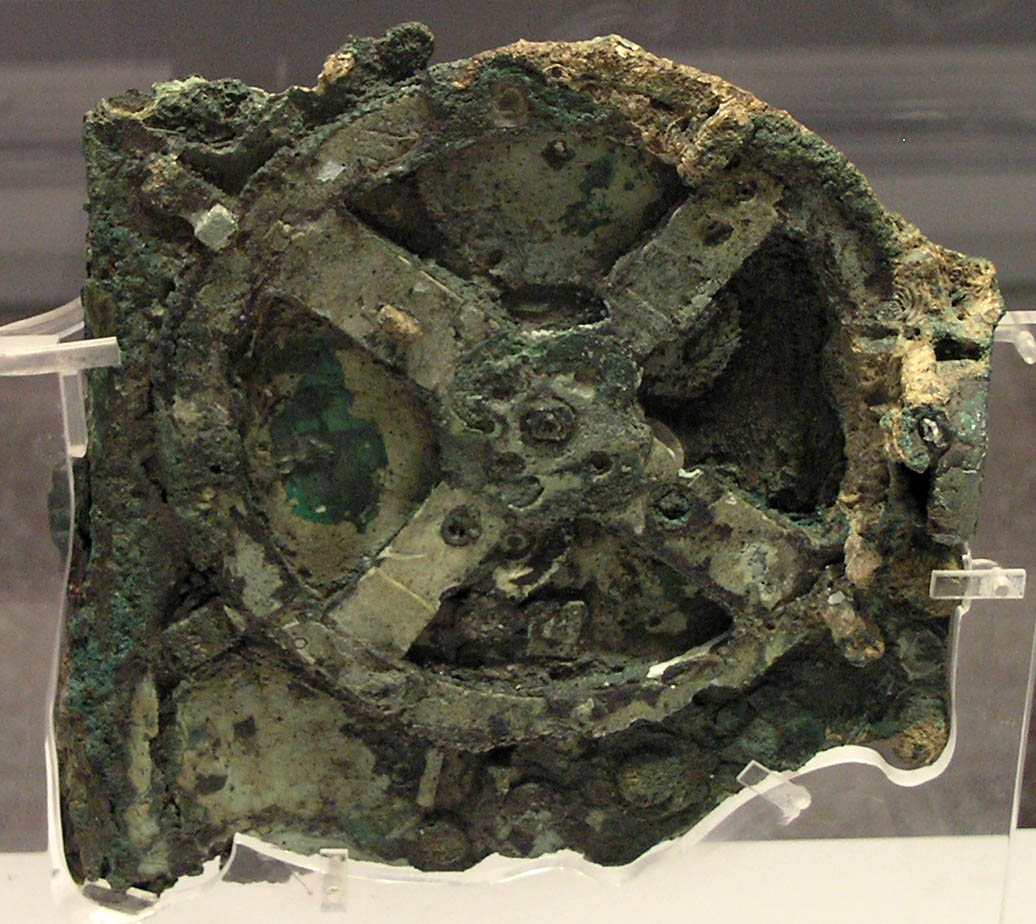
Антикітерський механізм
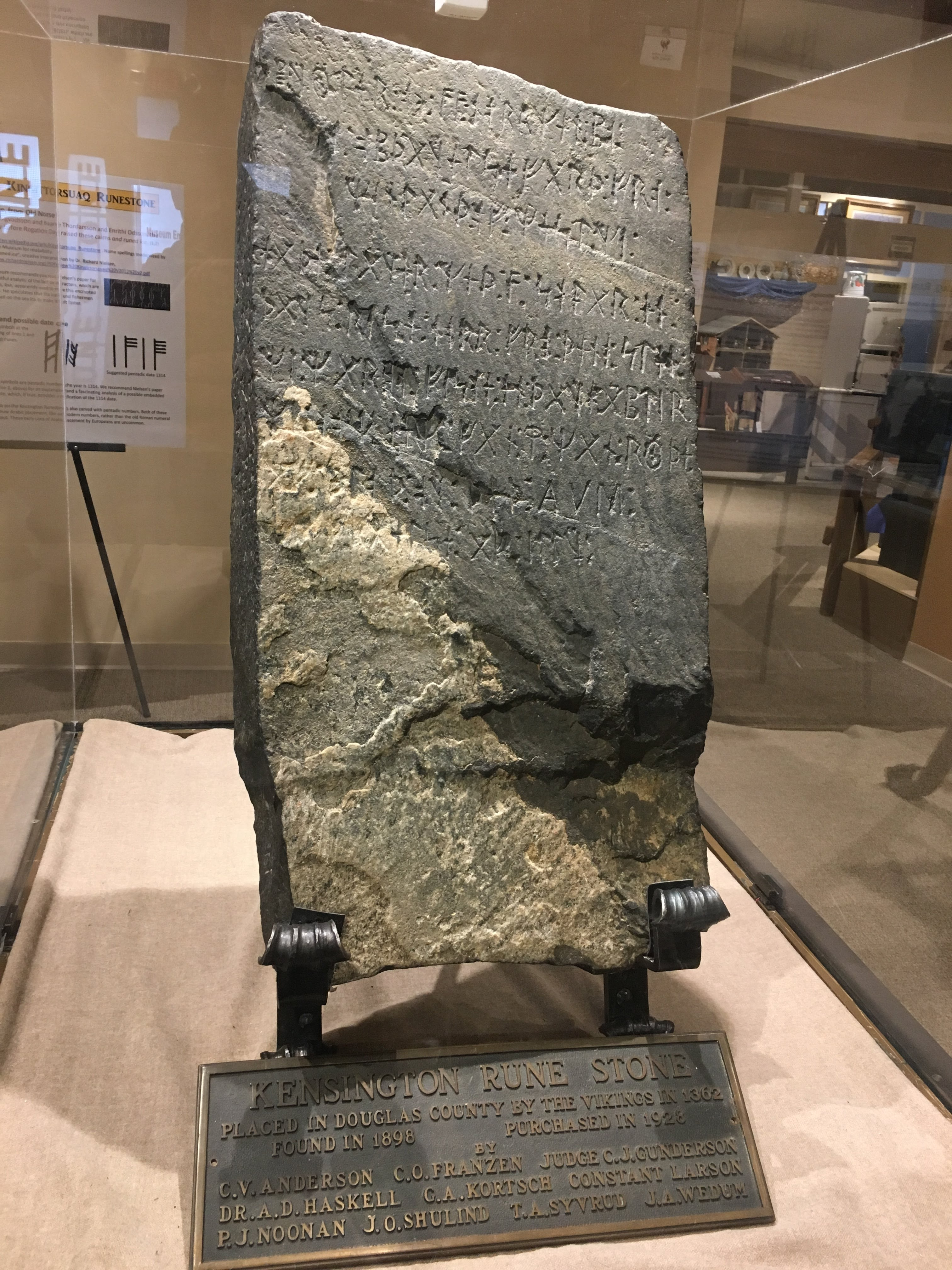
Кенсингтонський рунічний камінь
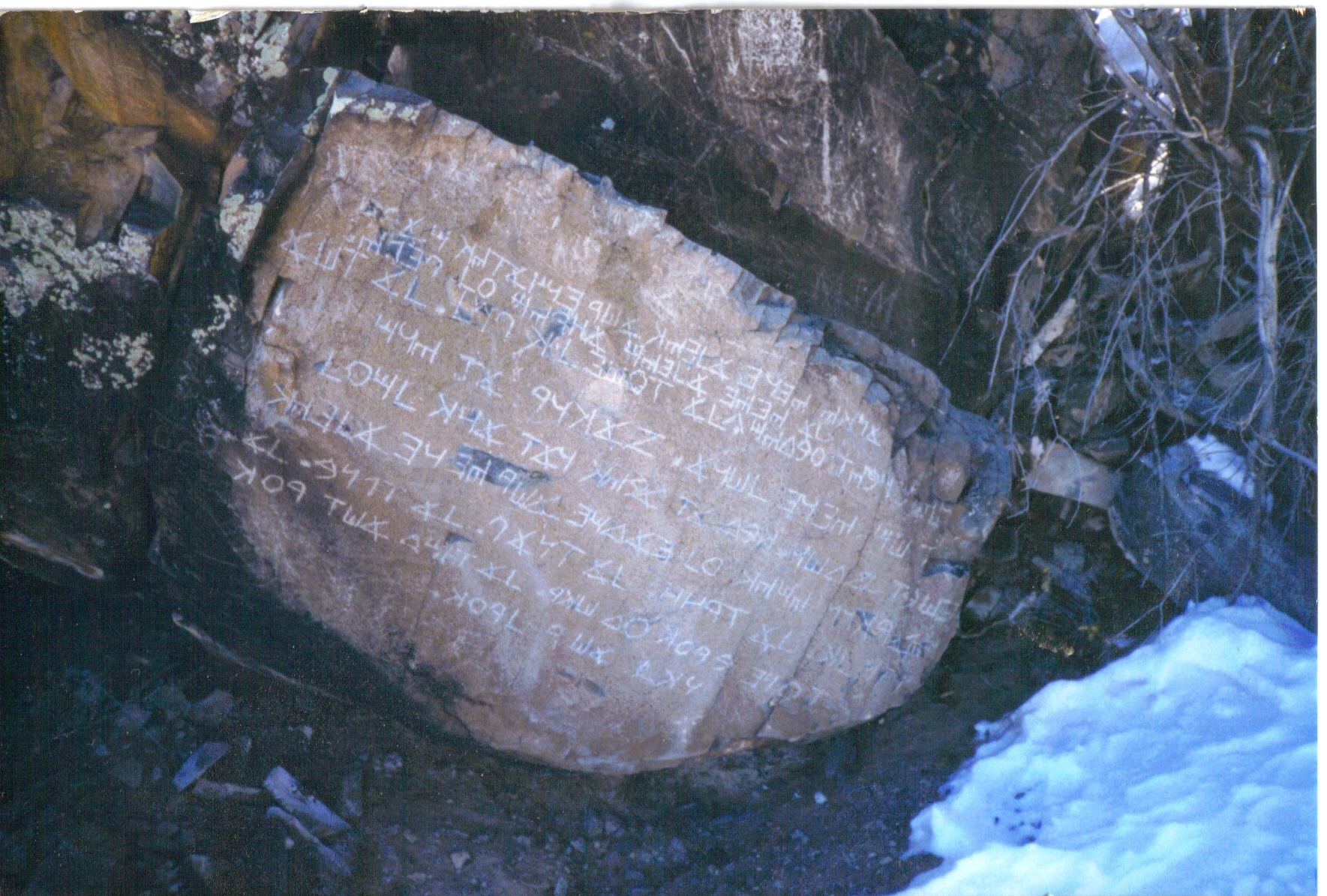
Камінь Лос-Лунас
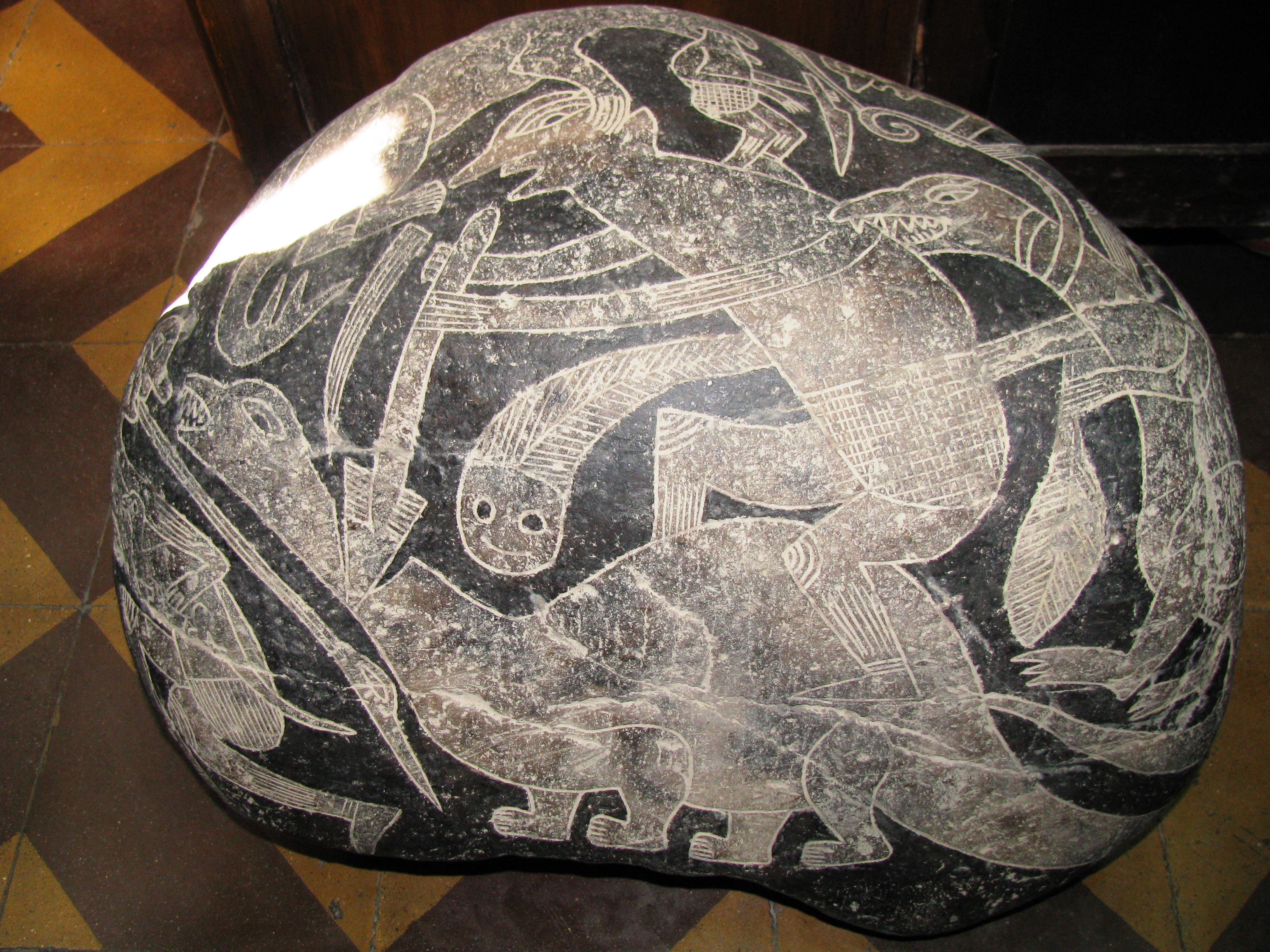
Камені Іки
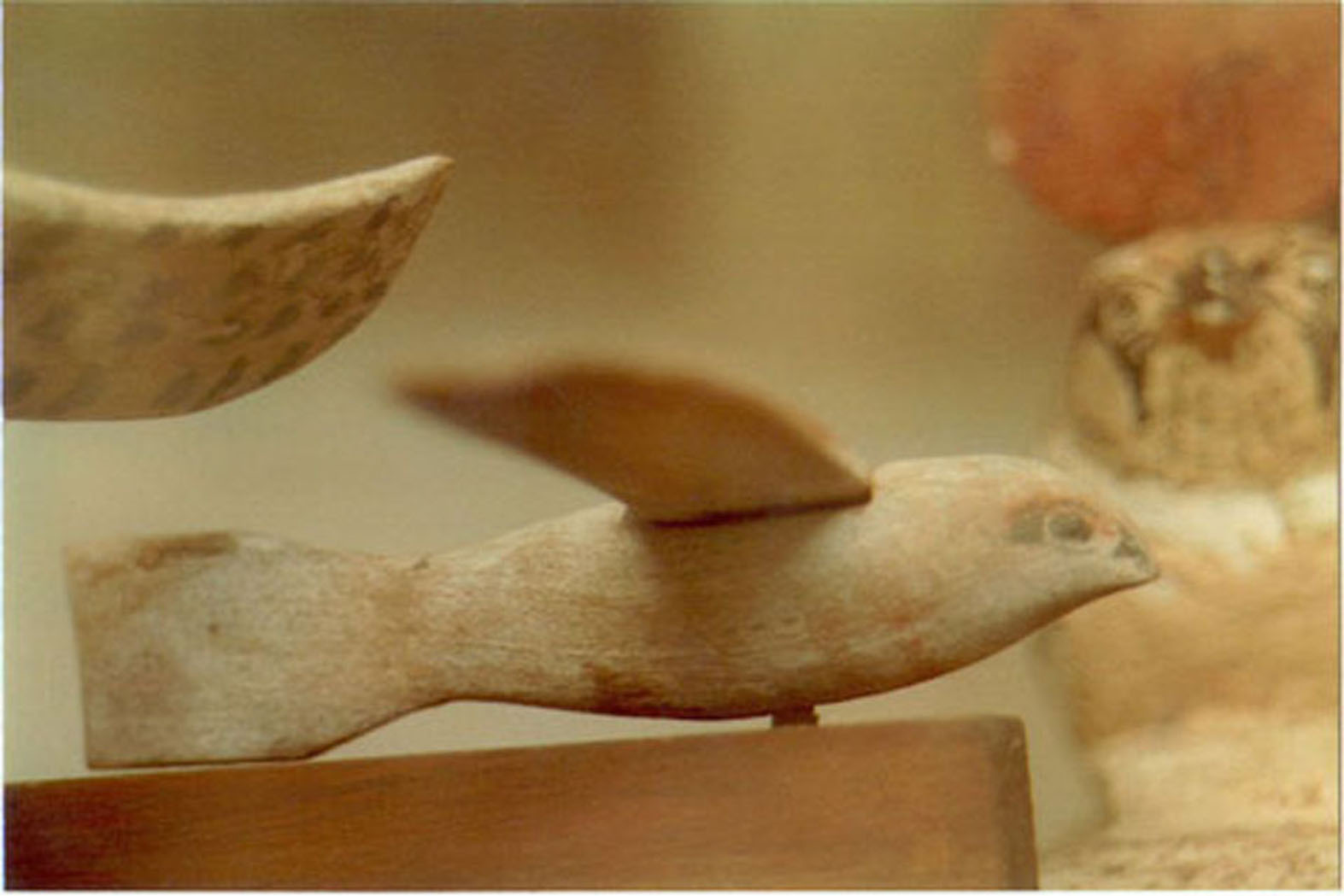
Птах з Саккари
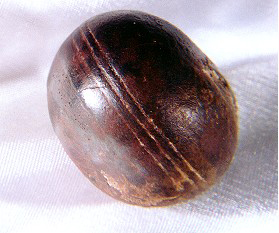
Сфери Клерксдорпа
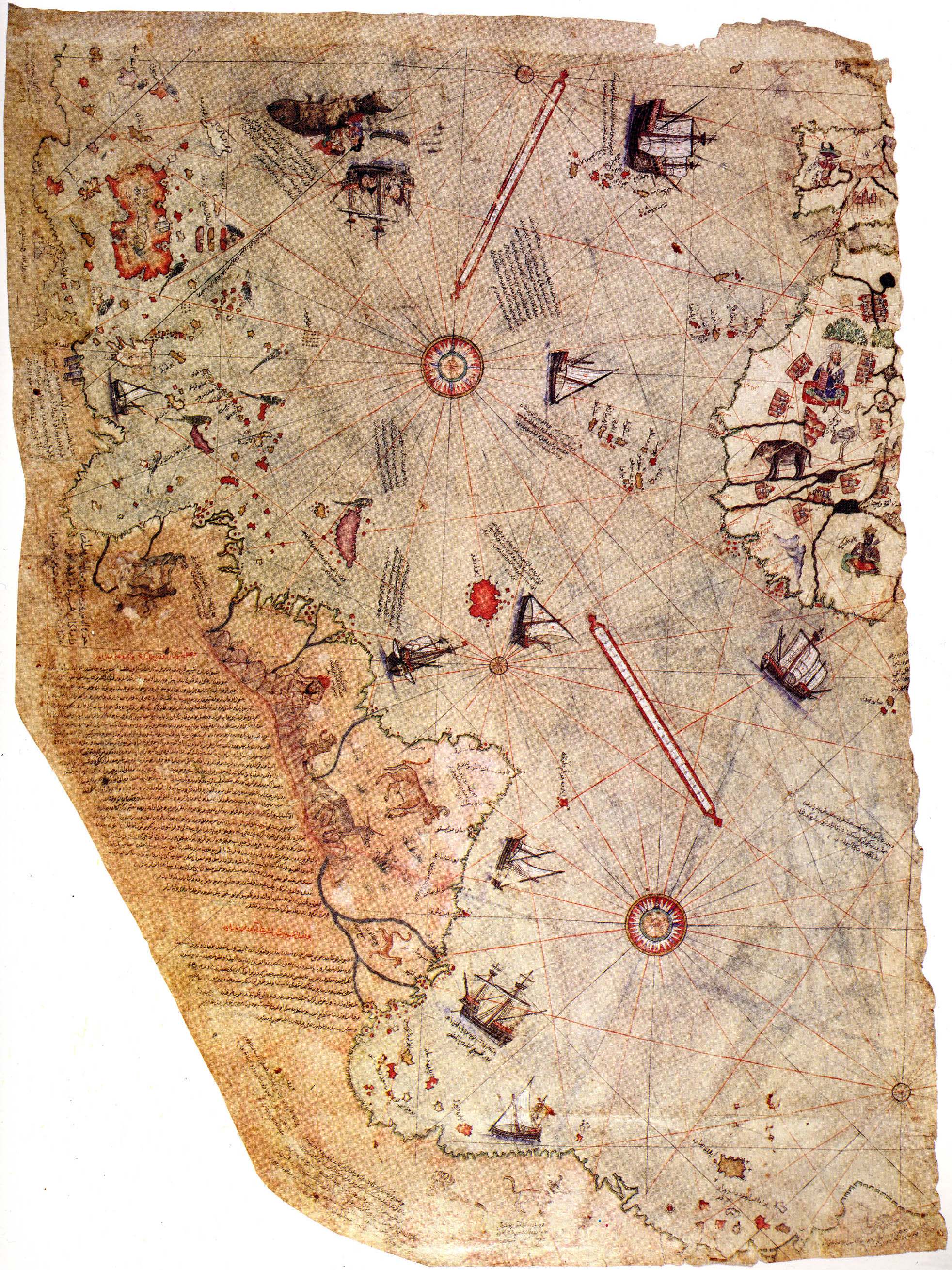
Карта Пірі-реїса
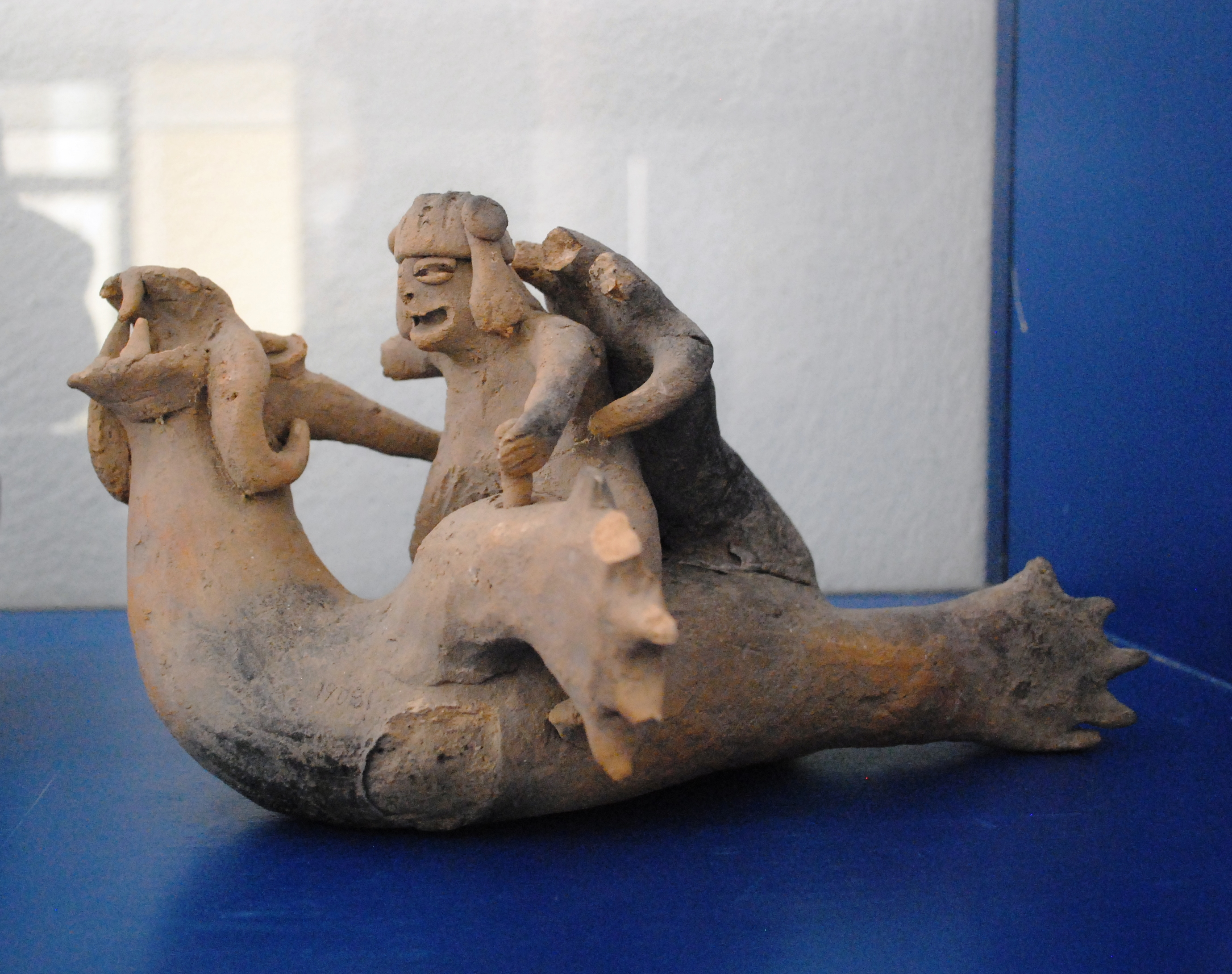
Фігурки Акамбаро
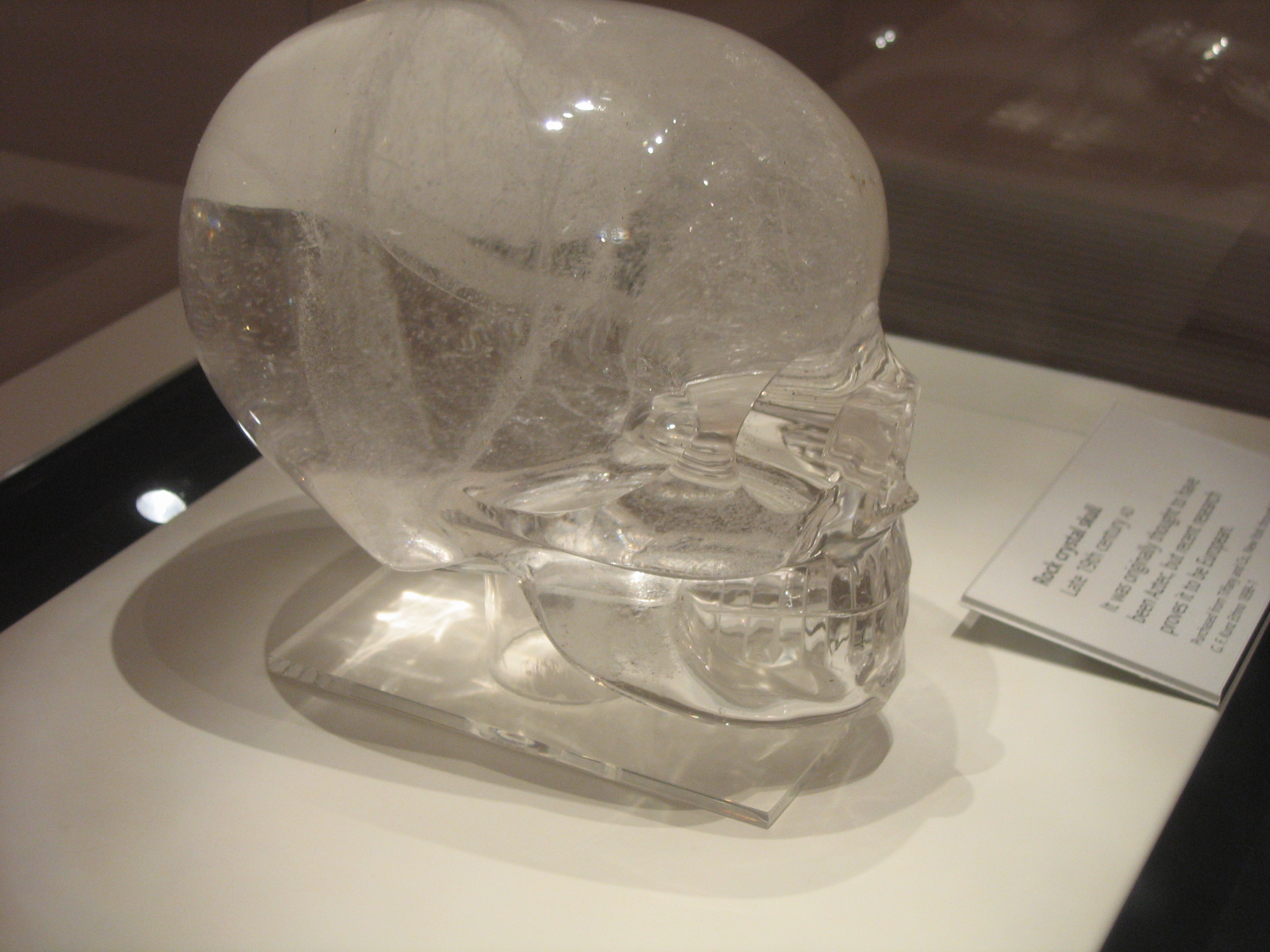
Кришталевий череп
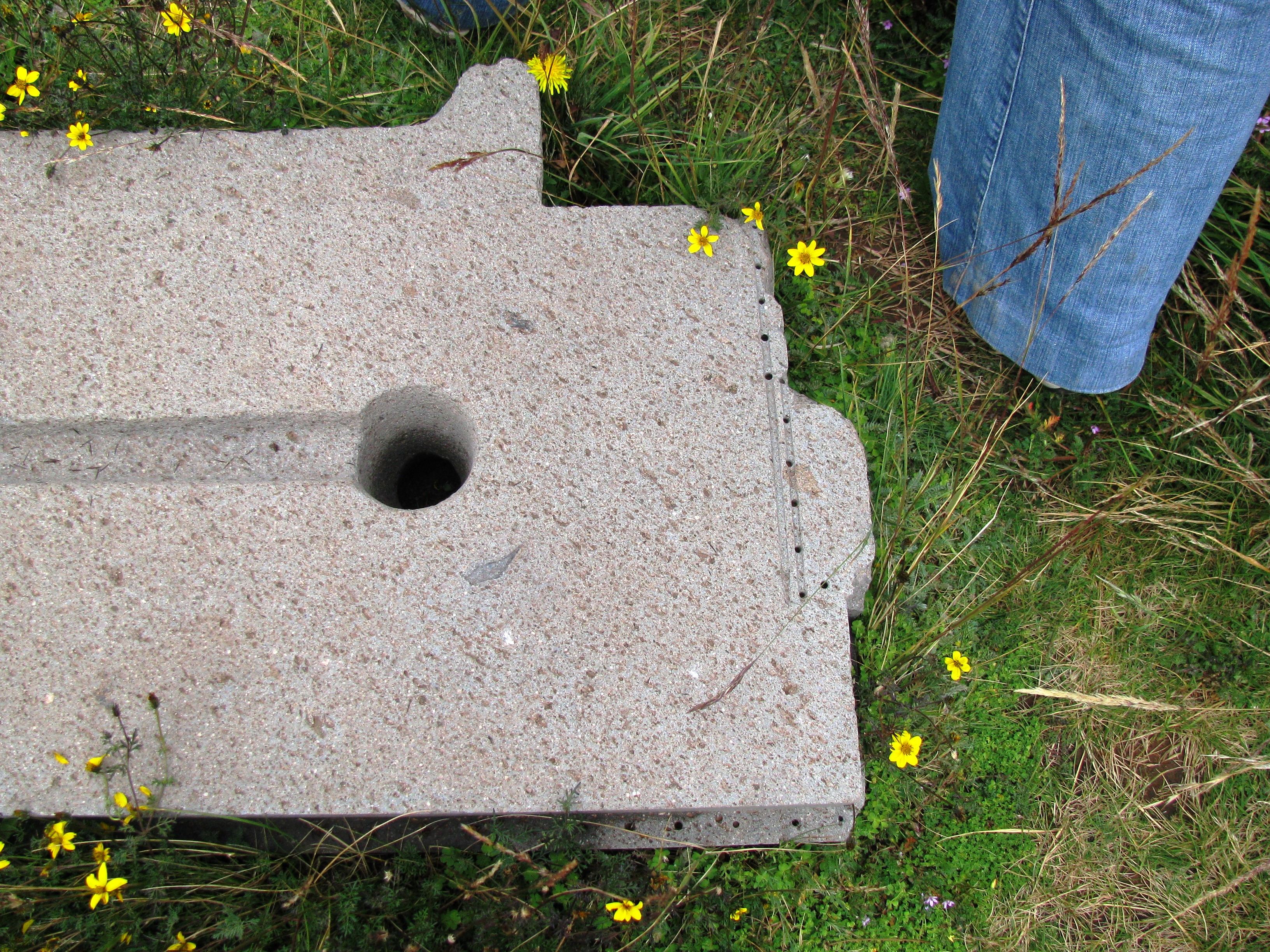
Отвори в каменях
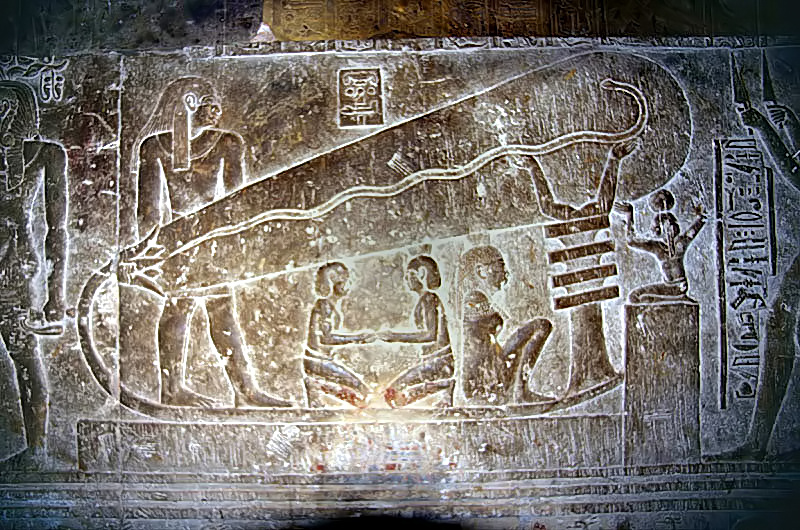
Лампа Дендери